# マイケル・モリス (第3代キラニン男爵)
第3代キラニン男爵マイケル・モリス（だい3だいキラニンだんしゃくマイケル・モリス、英: Michael Morris, 3rd Baron Killanin、1914年7月30日 - 1999年4月25日）は、アイルランド人のジャーナリスト。スポーツ界の重鎮として国際オリンピック委員会（IOC）の第6代会長を務めた。一般にはキラニン卿（マイケルきょう、Lord Killanin）として知られる。連合王国貴族。大英帝国勲章MBE（第5階位）。

## 来歴
キラニン卿は「ゴールウェイの部族」を構成する14家族の一員としてロンドンで生まれた。
イートン・カレッジ、パリのソルボンヌ大学、さらにケンブリッジ大学モードリン・カレッジで教育を受けた。1927年に、伯父の第2代キラニン男爵マーティン・モリスから連合王国貴族としての男爵位を継承した。1930年代後半にジャーナリストとしての経歴を歩み始めたが、第二次世界大戦時には志願兵として従軍した。
1950年、アイルランド・オリンピック評議会の長となり、1952年にはIOCのアイルランド代表となった。1968年には上級副会長にまで上りつめ、テロ事件に見舞われた1972年のミュンヘンオリンピック直後にアベリー・ブランデージの後任となるIOC会長に選出された。
在任中、オリンピック運動は困難な時期にあり、キラニン卿は1976年のモントリオールオリンピックにおける収支上の失敗や、1980年のモスクワオリンピックにおけるボイコット問題などの対応に追われた。IOCにとってはさらに悪い決定が行われた。
レークプラシッドとロサンゼルスがそれぞれ1980年冬と1984年夏の開催地に選ばれたが、この両大会の選定においては対抗する候補地が全くなく、IOCは選定する立場というよりもむしろ要請する立場になってしまった。キラニン卿はモスクワオリンピック後に辞任し、後任にはフアン・アントニオ・サマランチが就いた。
キラニン卿の在任期間中にオリンピック憲章から「アマチュア」という単語が削除された。これはすでに事実上「プロの大会」と化していたオリンピックの現状を追認するものであり、のちのオリンピックの商業化への第一歩となった。
キラニン卿は多くの企業で重役を務めた他に道楽で映画産業にも首を突っ込み、キラニン卿の生涯の友であったジョン・フォードと共同で『静かなる男』を制作した。
1999年、ダブリンの自宅で死去。84歳没。ゴールウェイ県スピダールでの葬儀の後、キラニン卿の遺体はゴールウェイの墓地にある一族の納骨堂に安置された。
| イギリスの爵位               | イギリスの爵位                                | イギリスの爵位                      |
| ---------------------------- | --------------------------------------------- | ----------------------------------- |
| 先代 マーティン・モリス (en) | キラニン男爵 第3代：1927 - 1999               | 次代 レドモンド・モリス (en)        |
| その他の役職                 |                                               |                                     |
| 先代 アベリー・ブランデージ  | 国際オリンピック委員会会長 第6代：1972 - 1980 | 次代 フアン・アントニオ・サマランチ |